# Qaqortoq museum
Qaqortoq museum (grönländska:Qaqortup Katersugaasivia) är ett hembygdsmuseum i Qaqortoq i Grönland. Museet är inrymt i en av Grönlands äldsta byggnader, ett kulturskyddat hus från 1804.
Bland utställningsföremålen märks  gamla inuitbåtar, fångstredskap och folkdräkter samt föremål från  
både Dorsetkulturen, Thulekulturen och vikingatiden. Man har också  rekonstruerat det "röda rummet" där 
Knud Rasmussen har övernattat och det "blåa rummet" där Charles Lindbergh övernattade. År 2006 byggde man en umiak klädd med sälskinn.

## Historia
Museet invigdes som privat museum den 5 mars 1972 i en gammal smedja och i mitten av 1970-talet byggde man en traditionell torvhydda intill museet. Byggnaderna och museet  övertogs av Qaqortoqs kommun år 1981. 
Museet övertog den tidigare koloniförvaltarens bostad år 1997 och flyttade dit följande år. Det återinvigdes den 21 juni samma år och år 1999 revs torvhyddan och smedjan och byggdes upp igen intill det nya museet.